# スティール・ボール・ラン
『ジョジョの奇妙な冒険 Part7 スティール・ボール・ラン』（ジョジョのきみょうなぼうけん パート7 スティール・ボール・ラン、JOJO'S BIZARRE ADVENTURE Part7 STEEL BALL RUN）は、荒木飛呂彦による日本の漫画作品。集英社の少年向け漫画雑誌『週刊少年ジャンプ』（以下『WJ』）にて2004年8号 - 47号に、青年向け漫画雑誌『ウルトラジャンプ』（以下『UJ』）に2005年5月号 - 2011年5月号にて連載された。
連載開始時のタイトルは『スティール・ボール・ラン』（STEEL BALL RUN）だったが、『UJ』移籍後は現行のものへ改められ、『ジョジョの奇妙な冒険』の正統なPart7となっている。通称はSBR。単行本は全24巻（『ジョジョ』シリーズ通算では第81 - 104巻）。単行本の24巻の背表紙に強烈なネタバレが含まれているため、書店では注意したい。

## 概要
舞台は西部劇の時代。アメリカが東部から西部へ開拓し切り、蒸気機関鉄道が横断した。その逆ルートを、乗馬で大々的にレースする。最初の1ページが丸ごと時代背景の説明である。世界中から参加者が集まり、破格の優勝賞金と名誉をレースで競う。その世紀の大イベントの裏で、アメリカ政府には企み事がある。表では厳格公正なスポーツが、陰ではなんでもありの盤外戦がくり広げられる。
テーマとしては第2話で「ジョニィ・ジョースターが歩き出す物語」と語られる。下半身不随のジョニィがというだけでなく、ジョニィの精神がという意味合いもある。ジョニィのスタンド像はそれを象徴して変遷していく。
当初はPart6までと同じく、『WJ』にて連載されていた。ストーリーとの兼ね合いから「10週前後で休載し、描きためる」手法を使ったため、週刊連載にもかかわらず1週31ページというペースでの掲載が行われた（他の連載作品は通常19ページ前後）。その間に『WJ』の増刊号『青マルジャンプ』に番外編を掲載している。2度目の中断後、2週掲載されたのみで『WJ』での連載が再開未定となった。そして『UJ』2005年4月号にプロローグ編が掲載され、続く5月号から本格的に連載再開された。この『UJ』への移籍時に、タイトルが現行のものへ改められた。話数カウントが、『UJ』連載ではリセットされたが、単行本では通算されているためズレがある。
『UJ』への移籍について、荒木飛呂彦は複数の理由を述べている。「ダイナミックな画面表現と、繊細な心理描写をかねそなえた作品を描こう、と思ったから」「海外ドラマ『24』や、三部作の映画『ロード・オブ・ザ・リング』といった、壮大なボリュームの物語が増えてきた影響」「週刊連載のコンパクトな起承転結の繰りかえしじゃなくて、もっと大きな物語を語りたくなった」などと説明している。また、少年誌から青年誌に移籍したことで同性愛やDV、レイプなどの倫理上繊細な記述が増えたが、これについては「40歳をこえて、倫理性にまつわる表現も描かなくちゃダメだろう、と思ったんですね。（中略）ぼくもターゲットを若い読者だけに限定していたら、作品が窮屈になるんじゃないかな、と思ったんですね」と答えている。
2010年3月4日に発売された単行本第20巻で『ジョジョ』シリーズは通算100巻に達した。
2025年4月12日、東京・国立代々木競技場で開催されたファンイベント『JOJODAY STAGE』のエンディング内でアニメ化を発表。イメージビジュアル、ジョニィとジャイロのキャラクタービジュアル、特報映像が公開された。

## 前作との関係
Part6までの『ジョジョの奇妙な冒険』との関係は複雑である。まず、世界が異なる。舞台はPart1イギリスと同時代のアメリカだが、別物であり、別のジョースター家になっており、別のディオがいる。
位置づけが変遷しているため、順を追って解説する。
- Part6終了時：ジョジョPart6完結、次作は『スティール・ボール・ラン』（謎のタイトル）[3]。作者いわく「Part7以降もやる意向がある」[4]
- WJ連載1期（1・2巻）：作者いわく「ジョジョの奇妙な冒険はパラレルワールドに突入」「主人公はジョジョではなくなったため、タイトルはスティール・ボール・ランとなった」[5]。第1話でジャイロ・ツェペリ、スティーブン・スティール、ディオ、サンドマンなどが登場、第2話で新ジョースターが登場する。サンドマンとポコロコにはスタンドが憑いている。
- 単行本1巻・青マルジャンプ：実質的に『ジョジョの奇妙な冒険』Part7であると公言。新規読者のために、あえて『ジョジョ』Part7であるということをメインタイトルで強調しなかったとも語っている。また一方で「作家の創作の姿勢として、過去の作品を完全に葬り去ることはよくない」とし、Part6終盤の出来事が影響した新世界の作品と、読者に明言した[6]。
- WJ連載2期（3・4巻）：スタンドが明確に登場し、バトルが始まる。マウンテン・ティムがスタンドについてリニューアル解説を行う。
- UJ移籍（5巻）：誌面掲載時のサブタイトルに『ジョジョの奇妙な冒険 Part7』と明記されるようになる。単行本も第5巻以降はカバーを外せば「ジョジョPart7」とある。ただし、Part1からの連番にはなっていない。

作中も過去シリーズを彷彿とさせる人物や設定が頻出するが、このことに関して作者は「かつての登場人物の先祖であるか、あるいはパラレルワールドの存在と考えて欲しい」としている。
また特に序盤のシーンに『変人偏屈列伝』の「ウィンチェスター・ミステリー・ハウス」「腸チフスのメアリー」と関連させる描写がある。

## あらすじ
19世紀末、アメリカ。6,000kmにも及ぶ、過酷きわまる北アメリカ大陸横断レース「スティール・ボール・ラン」に参加する冒険者たちの姿を描く活劇である。物語は、ジョニィ・ジョースターの視点から、謎の男ジャイロ・ツェペリを中心に波乱の巻き起こるレース展開や、レースの裏に潜む陰謀との対決を描きながら、ジョニィの「青春から大人へ」歩き出す人間ドラマである。
レース開始まで（単行本第1巻）
主催者スティールによる記者会見が行われ、レースの詳細が説明される。ジョニィ・ジョースターがジャイロ・ツェペリと出会い、レースへの参加を決める。
1st.STAGE（単行本第1〜3巻）
ジャイロはディエゴ・ブランドーらと接戦を演じ、鉄球の力で1着となる。しかし、鉄球を投げた行為がサンドマンへの走行妨害と見なされ21位に降格される。
2nd.STAGE（単行本第3〜6巻）
ジャイロはジョニィを認め、協力して砂漠越えに挑む。ジャイロとジョニィはブンブーン一家の襲撃を受けるが、マウンテン・ティムに助けられ、スタンド能力について知る。さらにジョニィは「聖なる遺体」の左腕を手に入れ、レースの裏の目的が、アメリカ政府が遺体の全身を集めることだということが判明。大統領は既に遺体の心臓を所有する。
3rd.STAGE（単行本第6〜7巻）
ジャイロとジョニィは、ディオの襲撃を受けるが撃退。遺体の右眼をジャイロが、左眼をディオが獲得。
4th.STAGE（単行本第7〜10巻）
独自に遺体を追うホット・パンツがジャイロとジョニィに接触。レースの真の目的を知ったルーシー・スティールは、遺体の脊椎を手に入れるが、大統領配下の追跡を受ける。マウンテン・ティムはルーシーを守って戦死。
5th.STAGE（単行本第10〜11巻）
ディオと大統領が接触。ジャイロとジョニィは、ディオと手を組んだサンドマンの襲撃を受ける。ジョニィは「黄金の回転」Act2を身につけてサンドマンを倒す。
6th.STAGE（単行本第11〜14巻）
ジャイロとジョニィは、雪山で遺体の両耳と右腕を手に入れるが、やむなく手放す。ルーシーは大統領から遺体を奪おうとするも失敗し、大統領夫人に成り代わって潜伏。一方、ジャイロへの刺客として鉄球使いのウェカピポが送り込まれる。ジャイロが1位でゴール。
7th.STAGE（単行本第14〜16巻）
ジャイロとジョニィとホット・パンツは、遺体の胴体を発見。敵のスタンド能力に捕らわれるが、ジョニィは「無限の回転」Act3を身につけて撃退。大統領がみずからジャイロとジョニィの前に姿を現し、遺体を横取り。
8th.STAGE（単行本第16〜23巻）
大統領の持つ能力が判明。ディオの遺体は大統領に強奪される。続いてルーシーが最後の遺体「頭部」を懐胎し、そのまま全身が遺体に変質する。大統領はルーシーを連れて列車でニューヨークへ向かい、ディオとホット・パンツが大統領に敗れる。ジャイロは「黄金の回転」で大統領に挑むが僅差で敗れる。ジョニィは大統領に「黄金の回転」Act4をたたき込んで倒す。ジャイロはジョニィに別れを告げ、昇天する。ジョニィは、自分の足で立って歩けるようになっていた。
9th.STAGE（単行本第23〜24巻）
大統領によって異世界から連れてこられたもう一人のディオが遺体を盗みレース続行。ジョニィとディオの最終決戦がくり広げられる。

## レースの概要

### 設定・ルール
- 主催者はスティーブン・スティール。
- 1890年9月25日午前10時 / 西海岸サンディエゴビーチよりスタート、ゴールは東海岸ニューヨーク。
- 総距離約6000kmに及ぶ、史上初の乗馬による北米大陸横断レースである。
- コースは9つのチェック・ポイントにより9つのステージに分けられる。ステージごとに、順位によってポイントとタイムボーナスが与えられ、スコアを合計して王者を決定する。チェックポイント（およびステージ内にある中間ポイント）を通りさえすればルート選択は自由。
  - スタートの2分前からスタートまで、自分の番号のグリッドにいない、あるいは出た者はフライングと見なされ、ペナルティが加算される。
  - タイムボーナスは第8ステージまでに使い切ること。つまり第8ステージは実際の着順にタイムボーナスを反映調整したもので順位とポイントが決まり、タイムボーナスは最終ステージに持ち越せない。最終ステージは、第8ステージの実際の着順を基準に、1位から15秒毎に各馬スタート。
- ゴールまでの所要日数は馬の1日あたりの走行距離限界（70 - 100km）から60 - 80日と見積もられているが、前例は一切無いため未知。完走者ゼロでレース失敗のおそれすらある。
- 参加資格は16歳以上であること。国籍、人種、性別、プロ・アマチュアなどは問われない。参加料に平均的労働者の月給相当を支払う（連載開始時の1200ドル・15万円）。
- 参加者総数は3852名。自動車・ラクダ・徒歩等、馬以外での参加も認められているが、馬（搭乗物）の交換は失格となる。
- リタイア時には、レース主催者により交通費、医療費、宿泊費などがまかなわれる。
- 武装は許可され、同時に自分の身は自分で守らなければならない。
  - 運営がジャッジを行い、犯罪行為には警察も介入するものの、選手にとっては命懸けであり、監視の届かないところでは綺麗事では済ませられない。
  - 過酷なコースゆえ、運営は気球からの監視や救助の幌馬車隊を出す。救助隊に水や食料を要求するとリタイア。
- 審議が必要な場合は審判員5名と、史上初の導入となる映写機撮影を元に着順が判定される。

### 賞金
優勝賞金は5000万ドル（60億円）、および南極の氷に入れられた優勝トロフィーが贈呈される。
2位は100万ドル、3位は50万ドル、4位は25万ドル、5位は12万ドル。以下10位までの賞がある。またステージごとにも賞金がある。さらに第9（最終）ステージのみ優勝賞金10億円が設定されている。
優勝賞金は、連載時（2004年）の5000万ドル≒60億円である。劇中での処理よりも読者への理解を優先させて表現するため、アメリカの単位のフィートやヤード（長さ）、オンス（重さ）などは、全てメートル法やキログラム法で表記され、貨幣価値はドル表記ではあるが19世紀末アメリカではなく現代のドル価値・日本円価値併用で説明される。類似の対処は過去部にでも行われており、「日本以外で、セリフ外の文字が日本語表記されている」「イタリアでリラやユーロではなく円で説明する（Parte5）」などの例がある。
なお、最終24巻にて、2位以下の獲得賞金の単位がドルから円になっており、初期設定の賞金額とは食い違いが出ている（総合1位60億円・最終ステージ1位10億円・2位100万ドル→100万円）。続くPart8では、非優勝者の賞金を「大金ではなかったが」と言及するシーンが出てくる。

### 出資者・出資条件
- イースト アンド ウエスト・トリビューン紙 ※独占取材権
- ウィンチェスター連発銃製造会社（変人偏屈列伝に登場する企業）
- スピードワゴン石油株式会社（Part1-6のスピードワゴン財団と同名がつけられた企業）
- 他多数、全米中の企業（1巻レース開始前記者会見、24巻優勝者決定シーンで言及される）

40年のキャリアを持つプロモートの達人、スティーブン・スティールによる一大レース企画。詐欺師呼ばわりされて信用を失っていたスティールにとっては、再起をかけた大企画でもある。スポンサー探しは難航したが、偶然出会ったある少女（後のルーシー・スティール）のヒントにより、規模も賞金も膨れ上がったものの、新聞社の人間と話が進み、わずか2年で実現した。

## 登場人物
スタンドパラメータは『JOJOVELLER』より。声の項は、VOMIC版 / ASB版・EoH版の順。1人だけの記載はASB版・EoH版でのもの。

### 主要人物

#### ジョニィ・ジョースター
声 - 水島大宙 / 梶裕貴
愛馬 - スローダンサー（11歳 /アパルーサ）
本作品Part7の主人公の一人で、Part7のジョジョ。ゼッケン番号?-939。一流騎手だったが、トラブルを起こして撃たれ、下半身不随の身となった。19歳。
スタンドは自身の爪を高速に回転させて、弾丸のように発射する「タスク」。精神と技術の成長に伴いヴィジョンが進化して、足が確立していく。
レース優勝自体に興味はない。ジャイロの鉄球の回転や聖なる遺体に希望を見出し、歩けるようになりたいとレースに臨む。

#### ジャイロ・ツェペリ
声 - 浜田賢二 / 三木眞一郎
愛馬 - ヴァルキリー（4歳 / ストック・ホース）
本作Part7の主人公の一人。ゼッケン番号B-636。24歳。法治国家ネアポリス王国の医師・法務官である。前歯に"GO! GO! ZEPPELI"と彫られた金歯を挿しており、「ニョホ」と笑う癖がある。両脇のガンベルトに、掌に収まる程度の大きさの「鉄球」を1つずつ収納し持ち歩いている。父に名付けられた秘密の本名は「ユリウス・カエサル・ツェペリ」（英語読み：ジュリアス・シーザー・ツェペリ）。Part1、Part2に同姓のキャラクターが存在しており、特にPart2に登場したシーザー・ツェペリとはファーストネームも一致している。作劇上の名前の由来は回転ゴマのジャイロ効果からであり、回転や無限のエネルギーから連想した命名だという。モデルとなった人物は、実際に死刑執行人としてルイ16世などの著名人の処刑に使役していた「シャルル＝アンリ・サンソン」。綴りは "Gyro Zeppeli" だが、『オールスターバトル』以降の北米版では、"Jayro Zeppeli" とされている。
人物像
言動から破天荒で奇妙な性格だと誤解されるが、その行動は理性と理論に裏打ちされ、常に臨機応変かつ緻密で大胆。当初は同行を拒んでいたジョニィと結局レース終盤まで行動を共にしているなど、人懐っこく面倒見のいい性格をしている。一方で、人間くさいコミカルな側面も時折垣間見せる。かつて女性関係で痛い目を見たことがあり、また馬には女性を載せないというマイルールがある。
戦闘への姿勢は、自衛。正々堂々と打ち倒す。理不尽な暴力と殺人には否定的。優秀で強いが、甘さという欠点があることは、ジョニィやリンゴォにも指摘されている。極限では、ジョニィの黒さやディエゴの飢えに及ばず、ならばどう克服するか、己の課題とする。また遺体の効果と価値を認めながらも、遺体の取得を「自身の生き方を納得させる手段」と捉えており、ジョニィとは異なる。
レースに優勝して祖国で恩赦を得ることを最優先で行動するものの、ジョニィに付き合う形で遺体取得に乗り出す。遺体の正体にも勘付いているが、畏れ多すぎるために確定ができずにいる。能力は高いがまだ若く、父ほど達観に徹することができていない。医療現場で「母子2人のうち1人しか助けられない」場面で2人とも助けようとする優しさがあるが、これが父ならば自分で二者択一を決定し、ジャイロは葛藤し患者の身内に決めてもらおうという未熟さとなって差が現れる。
略歴
ネアポリス王国の医者であったグレゴリオ・ツェペリの長男（5人兄弟）に生まれる。
13歳になった時、父親と共に国王の城へ赴き、父が死刑囚の死刑を執行するのをその目で見てツェペリ一族が380年もの伝統がある死刑執行人の家系であることを知る。彼に対して父が今まで鉄球の回転のことを教えてきたのは、死刑執行の際に囚人が苦しまないように用いるためであり、また人間の身体を知り尽くして斬首を一度で成功させるために、父をはじめ一族は医学と戦闘術を学んでいた。そして彼の助手としての最初の仕事は、父が死刑執行に用いた剣を洗い清めることであった。ツェペリ家の「死刑執行官」としての姿を知っているのは父親とその妻、そして長男のみであり、普段は医師として一般社会で生活していた。ジャイロももの心つく頃からそういった教育を受けて育った。
ある時ジャイロは医師としてウェカピポの妹の治療にあたっており、視力を治すのに失敗したことを悔いていたが、父から彼女の事情を聞かされた（後にウェカピポと戦った時にこのことを彼に説明して自害を思いとどまらせている）。世襲制によりジャイロは25歳で父の地位を受け継ぐことになっていた。
高い才能を持ち、安定した人格で順風満帆な人生を送っていたジャイロであったが、父の後継ぎとしての最初の任務は、国家反逆罪により死罪判決が下った「靴磨きの少年マルコ」の処刑であった。彼はただ男爵の屋敷で靴を磨いていただけだったが、男爵が企てていた国王の暗殺計画を知っていたはずだと決め付けられ、死刑を言い渡された。そのことにどうしても納得がいかず日々不満を募らせていたところ、SBRレースと優勝による「国王の恩赦」を知り、マルコを救うためにレース参加を決意する。
作中での行動
ネアポリス国籍を隠してレースに参加し、第1ステージでは鉄球の技術と大胆な馬術で1位で通過する。すぐさま注目を浴び、ヴァレンタイン大統領に目的が「聖なる遺体」の取得と既に取得した可能性を疑われ、第2ステージからはテロリストとスタンド使いに執拗に命を狙われることになる。ジョニィとはレース前に出会い、当初はぞんざいに扱っていたが次第に彼を認め、協力関係を築いていき、最終的には互いに冗談や秘密を言い合ったりする程の「友」になっていった。
第3ステージでは「遺体の右眼」を手に入れたことによってスタンド能力「スキャン」が開花する。遺体に起因する能力のため、第4ステージで遺体をルーシーに譲り、手放す。同じく第4ステージで遭遇した大統領の刺客・リンゴォには自身の戦闘への姿勢を「対応者」であると断定され、当初は相手にもされなかったが、その後覚悟を決めて1対1の真剣勝負を行い勝利する。このリンゴォとの戦いは後にジャイロの考え方に大きな影響を与えることになる。
第8ステージで大統領のD4C（遺体の加護＝ラブトレイン）と直接対決し、「騎兵の回転」を会得して後一歩まで追い詰めるものの、僅差で敗れ、死亡する。彼の意思はジョニィが受け継ぎ、ヴァレンタイン大統領を攻略する糸口を与えた。彼の遺体はジョニィが祖国にいる家族の元へ送り届けた。ツェペリ一族はその後他国へと移り住んだといが、詳しいことは分かっていない。
レースでは、第1ステージでは1位降格21位、第6ステージでは1位。総じて高順位であった。
鉄球
肉体を動かさずに掌にある物体に「回転」を加える特殊技術によって鉄球を回転させ、回転する鉄球の振動が生み出す「波紋」によって様々な効果を引き起こす。特に生物の肉体に及ぼす効果は多様であり、これを戦闘に応用する。また鉄球に自然界に存在する「黄金長方形」を見て「黄金の回転」を加えることによって真の力を発揮する。なお、鉄球の回転は代々処刑人と医者を務める彼の一族が「処刑と医術」のために発展させた「技術」であり、スタンド能力ではない。ただし、これはPart1・Part2の「波紋」と共に、"スタンド能力に近づく"「技術」であると説明されている。
作中で鉄球自体は何度も壊れて失っているが、鉄を削り新たに作って補充することで、常時2個装備している。
スキャン
遺体の右眼の力によるスタンド能力。今まで使っていた鉄球に右目が搭載され、より精密な操作が可能となった。また相手に鉄球をぶつける、もしくは鉄球が生み出す「波紋」により、相手の肉体を調べ弱点を見抜いたりするのにも使われる。
ボール・ブレイカー
【破壊力 - A / スピード - A / 射程 - D / 持続力 - B / 精密動作性 - C / 成長性 - B】
ツェペリ一族が盾や甲冑を身につけた中世の騎士の防御を突き抜けるために開発し、長らく廃れていた技術をジャイロが復刻させたもの。ジャイロ自身の投球と馬の走行形から得た二つの黄金長方形の回転によって放たれた鉄球の無限回転エネルギーは固有の像（ヴィジョン）を持つスタンド能力として発現し、たとえ鉄球が止められたとしてもその回転エネルギーは次元の壁の防御すら超える。D4C-ラブトレインとの戦闘において発現した。助けたルーシーを馬に乗せていたことで、ルーシーと大統領の直線上で戦うこととなり、投擲攻撃がラブトレインの光のヒビ上を通ることになり、鉄球が歪んで非真球の攻撃となり、止めを刺すには至らなかった。不完全な回転ながら、大統領へのダメージは、皮膚が老化し、髪の毛が抜け落ちる現象が起こった。
劇中ではスタンド能力であるとの説明はなかったが、『JOJOVELLER』ではスタンド能力として扱われている。荒木は技術が最終的にスタンド能力化したと解説している。

#### ディエゴ・ブランドー
声 - 加藤将之 / 子安武人
愛馬 - シルバーバレット（4歳 / アラブ・サラブレッド混血）
イギリスの天才騎手。通称・ディオ（Dio）。Part1・Part3のディオ・ブランドーと同姓で、言動・性格の一部などもディオに似通っている。
レースのライバル。勝つためなら、運営の監視をかいくぐって卑怯な手段を取る。優勝賞金も名誉も遺体も全て奪い取り、成り上がって権力を手にして社会を支配してやるという野心を抱く。スタンド「スケアリーモンスターズ」は、他人の能力を受け継いだもの。

#### ファニー・ヴァレンタイン
声 - 加瀬康之
第23代アメリカ合衆国大統領。1847年9月20日生まれ。レース開催時である1890年9月25日時点で43歳だが、一部シーンでは48歳と表記されている。スカーレットとの間に子供はいない。
立場を利用してレースの外側からいくらでも駒を送り込めるという、作中最大の敵。
序盤では肥満体として描かれていたが、第7ステージのアクセル戦を境に筋肉質な体格に変化していった。これは読者からも指摘されており、作者の荒木は「まぁ、あれは鍛えているからいいってことで（笑）」とコメントしている。背中には軍人時代に戦争へ行った時に拷問されてできた星条旗型の古傷がある。
靴音を立てずに歩ける。規則正しく昼休みに眠る習慣がある。
また、6巻にファニーの過去を描いた短編『ザ ストーリー オブ ファニー・ヴァレンタイン』がある。
荒木によると、大統領がボスなのは『インデペンデンス・デイ』で大統領自ら戦いに赴くのを見た影響から。なお、あくまで架空の大統領であり、実在した第23代・1890年時の大統領はベンジャミン・ハリソンである。
人物像
元軍人であり、「愛国心」を絶対的価値観としている。同じく軍人で、戦死した父の遺品であるハンカチがファニーの原点であり、そこから「愛国心」と「父の愛」を学んだ。父親のことは立派な人物であったと称し、自身のスタンド能力を用いて父親が死んでいない並行世界を何度も探したという。この話を聞いたジョニィは自身と比較し、「僕よりは……人として『正しい道』を歩いている」と感じている。
政治的手腕にも優れ、国民の支持は高い。さらに「世の中はプラスとマイナスが均衡し、全ての人間が幸せになることはありえない」という思想から、プラス面をアメリカが取りマイナス面を他国に冷徹に押し付ける。また、最初に「ナプキンを取れる者」が全てを決められるという信条も持ち合わせており、自身がナプキン（聖なる遺体）を手に入れることでアメリカ国民の安全を保障し、ひいてはアメリカを「世界の全ての中心」にすることを願う。この信条のもと、並行世界の彼らは全員「基本世界のナプキンを取ること（遺体獲得）」を最優先とし、基本のヴァレンタインに協力する。
決断が早い。戦いで犠牲が出るからこそ「大切なもの」が手に入るという考えも持っており、必要と判断すれば部下であろうと自国民であろうと容赦なく切り捨てる冷酷な一面もある。一方で、「力」や「支配」を目的とした私利私欲の行動は一切ない。全てはアメリカのために「絶対」と判断しての行動であると考えており、アメリカがトップに立つためなら手段は択ばない。荒木も大統領について、「個人から見るとすごい悪」だが「国という単位で見ると、ヴァレンタイン大統領のやっていることは正しいと思える」とコメントしている。また同インタビューで、これは前作『ストーンオーシャン』に登場したエンリコ・プッチを描くときと同じく「悪党の正論」を意識したものであるとも語っている。
また荒木は、主人公の正義と敵役の悪の説明において、最大の敵役であるヴァレンタインの正義を肯定しつつ、ただしその正義のために弱者を犠牲にしているところが、主人公からも読者からも肯定できない悪であり、それゆえヴァレンタインは主人公になれないと解説している
略歴
幼少期、陸軍の兵士だった父親が戦争で敵国の捕虜になり拷問死する。しかし、ファニーへの思いに支えられた愛国心から、死ぬまで敵に屈することは無く、そのことを父親の親友であったヴァレンタイン大尉から教わり成長した。この時渡された父親の遺品であるハンカチは、以来ずっと彼の心の支えである。後に母親とヴァレンタインが再婚し、彼も改姓する。
成長した後は軍隊に入隊し、サンディエゴの砂漠での訓練中に部隊ごと遭難した際、偶然その流砂の中に「聖なる遺体」の心臓部を発見したことにより奇跡的に生還した。彼はこの出来事に何らかの宿命を感じ、遺体の全てを集めることを決心した。
その後、アメリカ合衆国議会の下院議員になり、アリマタヤのヨセフの地図と出会う。当初その地図の意味を理解していなかったが、地図が示す場所の一つであるサンディエゴの東への捜索隊に同行した際、全員が流砂に飲み込まれまたもや彼一人だけが生き残った。ただ一人帰還した彼は、政治的手腕と人望で急速に頭角を現し、1889年に第23代アメリカ合衆国大統領に就任する。
そして前述の地図が大陸全土に散らばった「聖なる遺体」のありかを示していることに気づいたファニーは、スティーブン・スティールと出会い、彼が企画する北アメリカ大陸横断レース「スティール・ボール・ラン」を裏で後押しする。
なお、ファニーが遺体の心臓を得た経緯の説明には2種類あり、変わっている。初出の6巻時点では、議員時代に地図を頼りに清教徒捜索隊に加わり砂漠で死に瀕した際に遺体の心臓を発見し、生還したと思われる描写がある。しかし後の17巻では、軍人時代に砂漠で遭難した際に心臓を得たと説明されている。
作中の行動
第2ステージから登場。大陸横断レース「スティール・ボール・ラン」を利用し、アメリカ全土に散らばる「聖なる遺体」を全て集めることを画策する。また、その過程で同じく「遺体」を集めようとしているジョニィ・ジャイロと敵対し、立場を利用して様々な刺客を送り込む。同時に、サンドマンやディエゴらレース参加者とも裏で接触・取引し、ジョニィらを妨害しつつ遺体を集めようと試みる。
その後は大統領としてレースを見物しながら状況を見ていたが、第7ステージより自らが動き出す。ゲティスバーグに突然現れ、ジョニィと戦闘していたアクセル・ROを背後から撃ち殺し頭部以外の遺体を奪取した。
そして第8ステージではフィラデルフィアに戻り、スカーレットの正体がルーシーであることを見破り、同時に彼女が遺体の頭部を懐胎したことを知った。その後はウェカピポ、ディエゴ、ホットパンツらを始末しつつルーシーを確保し、全遺体を手中にした。これにより遺体の加護による新能力「ラブトレイン」を得て無敵と化し、ジャイロを倒す。ジョニィを追い詰める際に爪弾をあえて撃たせる余裕を見せたことが仇となり、タスクACT4の「無限の回転」にD4Cとラブトレインを攻略される。窮地に陥ったことで、ジョニィに別の世界のジャイロを連れてくる代わりに回転を止めるよう取引を持ち掛けるが、わずかに疑ったジョニィの機転で本性を暴かれてしまう。最後は爪弾と銃弾の決闘となり、頭部を撃ち抜かれて死亡、D4Cと肉体も回転エネルギーで崩れ去り異次元に消える。
遺体獲得後は誰にも奪われぬよう、ニューヨークの地下に特製のシェルターを建設していた。さらに自分の敗北を見越した保険として、並行世界のディエゴにタスクACT4の欠点を伝え、ジョニィ抹殺と遺体封印を託す。レース終了時には国民から惜しみない賞賛を受けたが、公的にはフィラデルフィア独立宣言庁舎を出たのを最後に行方がわからなくなっている。
本編以外での登場
- ゲームの『オールスターバトル』『アイズオブヘブン』にも登場。特に後者ではストーリーモードに深く関わっており、Part7の第8ステージ時から分岐して、天国に到達したDIOの部下となり主人公たちに敵対する。しかし本心ではDIOを危険視し、裏切って倒すことを画策していたが、DIOに背信がばれて殺される。主人公の承太郎に可能性を見出してヒントを伝えるような行動にも出たものの、あくまで純粋に敵キャラクターであるため、ストーリーモードでは仲間にならず操作できない。
- コラボノベライズ『JORGE JOESTAR』には、パラレル設定で、ヴァレンタイン一族が登場する。祖父ファニー80歳、父ファニアー50歳、アメリカ大統領ザ・ファニエストの3人と、並行世界からやって来た若いファニーがおり、彼らはイラストで髪型が異なる。ザ・ファニエストと並行世界のファニーは、D4Cをスタンドとしており、祖父ファニーと父ファニアーはスタンドが異なる。一族で思惑が異なり、父は究極生命体カーズを入手しようとしているが、祖父と孫と並行世界ファニーはカーズを危険視しDIOと手を結んで倒そうとする。

Dirty Deeds Done Dirt Cheap（いともたやすく行われるえげつない行為）
【破壊力 - A / スピード - A / 射程 - C / 持続力 - A / 精密動作性 - A / 成長性 - A】
略称はD・D・D・D・CまたはD4C（ディー・フォー・シー）。人型のスタンドで、巨大な2本の角がウサギの耳のように生えた頭部と、全身にある縫い目状の模様が特徴。パラレルワールド間を自在に行き来することができ、他者を並行世界へ引きずり込む（または送り出す）こともできる。2物体の隙間に挟まれることで発動する。秘密を見抜いて条件を満たせば、大統領以外の者でも戻れる。また2世界の（大統領以外の）人物・物体は、近づいたり触れると崩壊死する。また後述のように、D4Cの力を以ってしても「聖なる遺体」のみは異世界へ持ち運べない。
そして行き来した並行世界同士を「同じ場所に同時に存在」させることができる。別の2世界のDioとウェカピポの行動を操り、3つの世界から大統領・Dio・ウェカピポの3人が同時にジョニィを銃撃したことで、目撃証言に差異が出て犯人が特定できなくなった。
致命傷を負ったとしても、即死さえ回避すれば、並行世界に逃げてその世界の大統領にD4Cと記憶を継承させることで、元の世界の大統領は死んでしまうが、並行世界の大統領を基盤世界（聖なる遺体が存在する世界）へ向かわせることができる。D4Cの移動に際して、ある種の「重力」によって同一性を保持している。
ジャイロの「ボール・ブレイカー」でダメージを受け、以後は外殻が剥がれてむき出しの姿となる。Part7では珍しい、像が人型の「近距離パワー型」スタンドだが、格闘能力は恐竜化したディオに一歩劣る上、射程も短いので爪弾や鉄球には一方的に攻撃されるだけであった。
荒木によると今までにないボスのシルエットということで耳をとがらせており、野球のボールのように革を縫い合わせたようなイメージでデザインされている。
『オールスターバトル』以降の北米版では、略称の "D4C" はそのままだが、正式名称は "Filthy Acts at a Reasonable Price" とされている。
D4C-ラブトレイン-
【破壊力 - A / スピード - A / 射程 - C / 持続力 - A / 精密動作性 - A / 成長性 - C】
完全なる遺体＝ルーシーが、所有者ヴァレンタインに付与した新能力。ルーシーを基点に生まれた光の空間の隙間をヴァレンタインだけが移動できる。遺体にはこの世のあらゆる善が空間の隙間に濾過されて集まっており、害悪は隙間に入れず遠くのどこかに飛ばされる。そのため、大統領が隙間の中にいる間はここに放たれた攻撃は大統領に通用することは無く、その攻撃を何らかの災厄の形に変換してどこかの誰かへに肩代わりさせる。また、敵対者は小さな傷を負うだけで、害悪たる傷がだんだん心臓に向かって上っていき、傷が心臓に達すれば死ぬ。
これを突破できるのは、騎兵の回転エネルギーのみ。鉄球や爪弾自体は光が阻むが、しみ出た回転エネルギーがスタンドと化して、大統領とD4Cの重力を破壊する。

### レース参加者

#### スタンド使い
砂男（サンドマン）
声 - 野島裕史
愛馬 - なし（自分自身）
アリゾナ州出身のインディアン（ネイティブ・アメリカン）。第1話から登場しているライバルであり、第5ステージで敵となる。
ゼッケン番号C-990。通称「大地の俊足」。思い込んだら他人と協調しない性格。自分の部族の考え方は現代には通用しないことを悟り、白人の知識を習得するなど柔軟な頭脳を持っているが、同胞からは受け入れられなかった。白人移住者たちに奪い取られた土地を買い戻すために、レースに参加した。故郷に姉がおり、レースへの参加費として彼女から譲られた両親の形見のエメラルドを支払っている。レースでは馬を使わず、自分の足だけで優勝を目指す（すなわち走ってゴールを目指す）。特殊な走法としなやかな筋肉により、馬並の早さで長距離を走ることができる。また第1ステージの短距離走でも（ジャイロの反則による繰り上げながらも）優勝するなど、他の優勝候補に引けを取っていない。
登場時期によって名前が変わっている。初登場時は部族の同胞から「砂男（サンドマン）」と呼ばれていた。出奔して「サンドマン」の名でレースの選手となるも、後に「本名は部族の言葉で『音をかなでる者』を意味する名前であり、『サウンドマン』を名乗ったが、白人側の聞き間違いで『サンドマン』になっていた」と訂正している。また初期からスタンドを出しており、砂を操作するらしい能力の片鱗も見せていたが、襲撃時にはイン・ア・サイレント・ウェイに変わっていた。
レース途中で遺体を巡る陰謀を知り、優勝賞金を得るよりも大統領との取引に応じた方がより現実的と判断、第5ステージにてDioと協力してジョニィの遺体を狙う。スタンド能力と地形を利用した戦術でジャイロを行動不能にし、ジョニィを窮地に陥れる。だが黄金長方形を会得したジョニィのタスクACT2爪弾と即席の小鉄球をくらい敗北、死亡した。
イン・ア・サイレント・ウェイ
【破壊力 - C / スピード - C / 射程 - D / 持続力 - A / 精密動作性 - D / 成長性 - B】
切る音、燃える音など、音を擬音文字の物体として具現化し操るスタンド。具現化した音に触れたものにその音と同様の効果をもたらす。切る音ならズタズタに破壊され、燃える音なら高熱に焼かれる。人間や、Dioの恐竜に音を乗せるなど応用も可能であり、触れた物はダメージを受ける。音を水中に流し込むと波となって遠隔攻撃として伝わる。見える音に織り交ぜた見えない音で不意を突いたり、波の干渉を利用して威力を上げたりといった応用も可能。
デザインのイメージはネイティブ・アメリカンの壁画や民芸品であり、ミスマッチ要素で胸にバラがあしらわれている。
マウンテン・ティム
愛馬 - ゴースト・ライダー・イン・ザ・スカイ（5歳 / マスタング）
ワイオミング州のカウボーイ。31歳。毎年3千頭の牛を連れて4千kmの旅をしている、半ば伝説の人物。優勝候補の一人であり、紹介時に「ルックスはイケメン」と紹介される。「馬達が首を垂れる」ほどのカリスマの持ち主。
第1ステージで起こった殺人事件を調査するため、臨時の保安官助手に任命され、レースと平行して捜査を行っていた。かつて所属していた騎兵隊が「悪魔の手のひら」と呼ばれる謎の砂漠地帯で遭難した際に、スタンド能力を得た彼だけが生き残った。ティムは「このような超越的な能力を所有する者に『スタンド』（立ち向かうもの）という名前を自分が付けた」と語っている（この名称はほかの人間も使用している）。第2ステージにて、オエコモバのスタンド攻撃で負傷し、レースをリタイアする。
ルーシー・スティールに好意を抱き、カンザスシティでピンチの彼女を助けようとするが、リンゴォの伝書を盗んだ彼女を捜索していたブラックモアにより殺される。
荒木は本作の中でも気に入っているキャラクターだと語っている。
オー! ロンサム・ミー
【破壊力 - E / スピード - C / 射程 - C / 持続力 - B / 精密動作性 - C / 成長性 - D】
ロープに触れた者の肉体をロープと一体化させ、バラバラに分解して自在に操るスタンド。自身は分解した自身をロープ上を長さの限り自在に移動することができるが、怪我などで切れた部分は直せないようだった。スタンド自体に攻撃力は無いが、銃を持った腕だけをロープで伸ばすなど死角からの奇襲攻撃ができる。
デザインのイメージはカウボーイの投げ縄。
ホット・パンツ
声 - 豊口めぐみ
愛馬 - ゲッツ・アップ（3歳 / マスタング）。またはブラウン号
第1、第2ステージ共に上位にランクインし、第3ステージで後続に1時間の差をつけてトップ通過した選手。国籍は自称アメリカで、年齢・略歴・本名は不明。
男装した女性の騎手である。素性はローマ法王庁の修道女で、遺体を集める目的でこのレースに参加。幼いころ弟とハイキングへ出かけた際に灰色熊（グリズリー）に襲われ、自身が生き残るために弟を灰色熊へ「差し出して」死なせてしまった過去を持つ。法王庁に入った後も弟殺しの罪業感に苛まれ、聖なるもの=遺体を集めれば自分の罪が赦されると信じている。女性であることはジョニィとノリスケ・ヒガシカタだけが気づいていたが、後に大統領たちにも知られることとなった。
第4ステージでジャイロ、ジョニィとトラブルが発生するも、プラム果樹園で道に迷い、リンゴォ・ロードアゲインとの交戦に際して共闘する。リンゴォに撃たれ、気を失っている間に負傷を肉スプレーで治してもらう（このときジョニィに女性であることを知られた）。第5ステージではサンドマンとの戦いで負傷したジョニィ、ジャイロ、ノリスケを治療するも、その際にジョニィの持つ遺体を奪う。その後、遺体を盗むべく大統領に近づいたルーシーを影でサポートし、遺体の一部（心臓と両耳）の入手に成功したが、大統領に追われる身となりレースから脱退する。第7ステージではアクセル・ROの罠にはまり全遺体を全て手放し失う。第8ステージではDioと共闘して、遺体を総取りした大統領に挑む。しかし大統領と遺体のD4C-ラブトレイン-の能力によって、心臓を刺されて致命傷を負い列車外に転落し、その後は登場しない。
クリーム・スターター
【破壊力 - D / スピード - C / 射程 - C / 持続力 - A / 精密動作性 - E / 成長性 - B】
全長10センチメートルのスプレーヘッドがついた2本のスプレー型のスタンド。本体が道具として使用するタイプのスタンド。肉を搾り取ってこれでスプレー状に放射する能力を持ち、相手に噴きつけて口を塞いで窒息させる、体を分解して狭い場所を通り抜ける他、怪我の治療や変装など高い汎用性を持つ。俗称の別名「肉スプレー」で呼ばれることの方が多い。
デザインのイメージはシェービングクリーム。
ポコロコ
声 - 岡林史泰 / 川津泰彦
愛馬 - ヘイ! ヤア!（4歳 / クオーター・ホース）
ジョージア州に住む黒人の農民。21歳。ゼッケン番号A-777。通称「黒い彗星」。レースでは非常に強力なライバルとなる。
両親が奴隷から解放された世代の二世。働き者だった両親と異なり、サボり好きでだらしがなく呑気な性格。ジプシーの占い師によりレース期間中は「50億人にひとりの幸運」がポコロコに訪れると聞き、レースに参加する。
本人に陰謀や悪意はなく、ただ優勝してハッピーに暮らすためにレースを続ける。聖人の遺体をめぐる戦いには関与せず、馬術は三流、戦闘能力も皆無だが、予言通りの凄まじい幸運を味方にし、レースを混乱させる。特に第1・第6ステージでジャイロとトップを争うもおよばず敗れている。最終的に、優勝者ディエゴ消えたことで順位が繰上がり、レースの優勝者となり60億円を獲得する。
なお、彼は寝過ごしてスタートに遅れたため、ルール上は不正のフライングとみなされるはずだが、しれっとスルーされている。幸運度の表現が、雑誌掲載時には「10億人にひとり」から単行本では「50億人にひとり」に変わっている。予言の「2ヵ月」を超えるレース期間4ヵ月で、後半で運が尽きた描写もない。
ヘイ・ヤー
【破壊力 - E / スピード - E / 射程 - E / 持続力 - B / 精密動作性 - E / 成長性 - E】
自我を持っており、本体のポコロコに助言を与えて自信を持たせるだけのスタンド。スタンドのヴィジョンは小さな人形のような姿。遺体とも悪魔の手のひらとも無関係に第1ステージで発現した。ポコロコの類稀なる幸運は彼自身のもので、スタンド能力によるものではない。このスタンドはその幸運を迷いなく信じられるように後押ししてくれるだけである。
ブンブーン一家
一家揃ってスタンド使いの殺人鬼。第1ステージで起こった殺人事件の犯人であり、第2ステージの敵。
砂漠でスタンドを身につける。スタンド自体は知らず、インディアン伝説の呪い（から生き残り祝福を得た）とみなしている。連携攻撃が得意で、3人で対象を取り囲み、磁力の相乗効果によって効果を激増させ標的たちの肉体を破壊する戦法を得意とする。3対2と数で勝り、能力の相性も対ジャイロに優位。
レースの順位を上げるために、第1ステージで3名の選手を殺害している。また何者か（オエコモバまたは大統領）に雇われてジャイロの命を狙ってきた。22巻の大統領のセリフによると、全員死んだようである。

ベンジャミン・ブンブーン
声 - 山路和弘
愛馬 - クロスタウン・トラフィック（4歳 / クオーター・ホース）
ブンブーン一家の父。ゼッケン番号C-449。過去にケガで下顎を砕いており、鉄器具で補強している。基本作戦は、水場を潰してからの逃げ切り。金のためならライバル殺しも厭わない外道。
蹄鉄の足跡から、マウンテン・ティムに追跡されるが、逆利用してティムをジョニィとジャイロにけしかけ、追い詰める。しかし暴発したジョニィのタスクに切り裂かれ敗北。大ケガのまま砂漠に取り残され、退場した。
トゥーム・オブ・ザ・ブーム ワン
【破壊力 - D / スピード - C / 射程距離 - C  / 持続力 - B / 精密動作性 - C / 成長性 - C】
周囲の砂鉄を磁力で引き寄せ一体化したり、体内の鉄分を操作して顔面を変形できる。親子3人でスタンド像はそれぞれ少し違っているが、いずれも長い舌を持つ怪物型のスタンドヴィジョンを持ち、デザイン的にはオオアリクイをイメージしている。
アンドレ・ブンブーン
愛馬 - フォクシーレディ（3歳 / クオーター・ホース）
長男。ゼッケン番号C-450。性癖は首締めマゾで、卑しい青年。
ジャイロとジョニィに、血を浴びせて術にはめるべく、トカゲの毒にかかってまで近づく。戦闘になり、ジャイロの攻撃により腹部に大穴をあけられる。傷と毒で弱ったらしく、父弟の2人だけがジョニィ襲撃に向かい、兄アンドレはそのままフェードアウト。父弟同様に死んでいる可能性が高い。
トゥーム・オブ・ザ・ブーム ツー
【破壊力 - D / スピード - C / 射程距離 - C  / 持続力 - B / 精密動作性 - C / 成長性 - C】
周囲の鉄分を操作し、特に本体の血を浴びた人間に磁力を帯びさせる。
L.A.ブンブーン
愛馬 - リトル・ウイング（3歳 / クオーター・ホース）
次男。ゼッケン番号C-451。弱気なヘタレながら、幼稚で邪悪な殺人鬼。父同様に、ジョニィのタスクに切り裂かれて敗北する。
トゥーム・オブ・ザ・ブーム スリー
【破壊力 - D / スピード - C / 射程距離 - C  / 持続力 - B / 精密動作性 - C / 成長性 - C】
周囲の鉄分を操作し、特に砂鉄を操って相手を拘束する。
オエコモバ
愛馬 - 不明
ゼッケン番号?-242。ネアポリスの爆弾テロリスト・国王暗殺未遂の死刑判決脱獄囚。ツェペリ親子とは顔見知りで因縁がある。第2ステージの敵。
SBRレースでジャイロが優勝すると、ネアポリス国にとっては戦勝・恩赦レベルの名誉となるため、反国王派にとっては望ましくない。そのためジャイロを殺して妨害しようとする。また自身の目的とは別に、大統領ともパイプがあり、ジャイロが持っていると推測された「聖人の遺体」も狙っていた。
アリゾナ砂漠にて「悪魔の手のひら」を越えたことで、スタンドが発現した。第2ステージの中継宿にて、ネアポリスがジャイロに宛てた手紙を荷物から漁ろうとしたところを、ティムに見咎められたことで戦闘になり、ダメージを負わせレースリタイアさせる。続いてジャイロたちと戦闘になり、馬で逃げながら煙草の煙や蜂を爆弾に変えて攻撃する。だが、ジョニィの爪弾の回転を利用したジャイロの鉄球によって顔面を粉砕され、敗北する。
顔に網を被ったような風貌だが、荒木によると日焼け止めや虫よけであり、レースに参加するための知恵だという。
ボクのリズムを聴いてくれ（Oye Como Va）
【破壊力 - B / スピード - C / 射程 - C / 持続力 - B / 精密動作性 - E / 成長性 - C】
触れた物をピン付のアナログ時計型の爆弾・地雷に変える能力を持つ、マントを着た鳥類のような姿のスタンド。爆弾化されたものは何かに触れ、触れたものが離れるとピンが抜けて爆発するが、爆発する前にピンを戻せば爆発を阻止できる。複数のものを同時に爆弾化することができ、水や煙など不定形な物も爆弾化できる。
デザインのイメージはアフリカの民芸品。

#### その他参加者
ウルムド・アブドゥル
愛馬 - 名称不明（?歳 / ラクダ）
エジプトの流浪民で、優勝候補の一角。年に三度もラクダでサハラ砂漠を横断し、レースにもラクダで参加する。第1ステージ開始直後、ラクダの巨体を生かしジャイロに襲い掛かる。しかしジャイロに裏を掻かれて群生サボテンに突っ込み自滅、リタイアとなる。Part3に同姓のキャラクターが登場する（Part3の方は「ブ」ではなく「ヴ」となっている）。
フリッツ・フォン・シュトロハイム
愛馬 - ヨーロッパ・エクスプレス（4歳 / トラケナー）
ドイツ帝国出身。モノクルをかけた半身サイボーグのような容姿で、右手の義手に銃を仕込んでいる。第1ステージ7位。
第2ステージの敵であり、テロリスト。武装でジャイロに攻撃を仕掛けてくるが、あっさりと撃退される。なお、雑誌掲載時は「フレッツ」と表記されていた。
Part2に同姓のキャラクターが登場している。
ノリスケ・ヒガシカタ（東方 憲助）
愛馬 - ホノオ（4歳 / バーバリアンウォーム・ブラッド）
レース序盤は上位にランクインし第4ステージをトップ通過した騎手。明治時代の仙台藩出身。68歳。マタギであるらしく長銃を背負っている。一目でホット・パンツを女性と見抜いていた。へそが2つある男としてイタリアの新聞に載ったことがあり、彼女にそのことを自慢している。
第5ステージにて、Dioとのタッグでジョニィを襲う刺客かと思われたが、ただ居合わせただけであり、真の刺客であるサウンドマンに刺される。ホット・パンツにジャイロ、ジョニィのついでに負傷を治してもらいレースに復帰する。着実に成果を出していき、最終的にはレースの準優勝者となった。エピローグで遺体の棺を背負ったジョニィと同船する。
Part4の主人公・東方仗助と同姓。作中ではジャイロに「東方ノリ助」と呼ばれたこともある。スタンド使いかどうかは不明。
本作に続くPart8では「（初代）東方憲助」という表記で登場しており、SBRレース準優勝の賞金を元手にフルーツの輸入事業を始めて成功、定助（仮名）が引き取られた東方家の祖を築いている。彼の娘である理那がジョニィと結婚し、ジョニィの義理の父親になった。また「スティール・ボール・ランレース全記録」を著している。ここには出生年は1846年生まれと表記されており、先述の1890年68歳という設定と異なる。
ロッカチュゴ男爵
愛馬 - なし（自動車）
自動車での参加を表明したドイツの男爵。自動車がリッター400メートルしか走らないということを知らず、第1ステージ序盤でガス欠によりリタイア。
ミセス・ロビンスン
愛馬 - エル・コンドル・パサ（7歳 / アパルーサ）
第2ステージの敵。ジャイロに懸けられた賞金を狙う暗殺者。メキシコの砂漠の村の出身。体内に甲虫を飼い、その虫を操ってチョヤッ（サボテン）の針を自由に飛ばすという特殊技術を持つ。ジャイロに敗北してリタイア。
ドット・ハーン
愛馬 - #1（4歳 / ブーロンネ）
東洋の馬術の名人。チンギス・ハンの子孫。清王朝統治下のモンゴル出身。優勝候補の一角。好成績を残していたが、第5ステージでサウンドマンに利用され殺される。
ガウチョ
愛馬 - ペグ（6歳 / アパルーサ）
王政復古時代のスペインの出身。第1、第3と好成績を残している騎手。第4ステージでジャイロたちと遭遇した後、リンゴォとの決闘に敗れ、殺される。
バーバ・ヤーガ
愛馬 - ナットロッカー（5歳 / アラブ）
ロシアの軍人。好成績を収めていたが、馬の脚が負傷したため第8ステージのゴール直前でリタイアする。
スループ・ジョン・B
愛馬 - キャッチ・ア・ウェイヴ（4歳 / クオーター・ホース）
アメリカ人。序盤から好成績を収め、総合3位でレースを終える。また最終ステージ特別賞に選ばれ賞金10億円を獲得する。

### 大統領の刺客
ポーク・パイ・ハット小僧
大統領がジャイロたちに送り込んだ刺客。第2ステージの敵。
「ガシャン」などの機械音を口癖とするほか、舌足らずな喋り方をし、ジョニィ・ジョースターを「ジョオニィ・ジオシュッター」と発音する。見た目は貧相な格好をした田舎者丸出しの少年だが、目的のためならば手段を選ばない冷酷さを持つ。遺体そのものの価値はわかっていないが、上昇志向があり、権力者が欲しがる遺体を手に入れることで、自分の賢さ・無敵さを証明してのし上がろうと考えている。
不意打ちでジャイロを捕らえるが、彼を救出しようと追ってきたジョニィと交戦。一度は追い詰められるがジャイロを疑似餌とする罠で形勢逆転する。ジャイロを人質に、ジョニィに遺体の左腕を差し出させて、ジョニィの爪弾を無力化しつつ遺体を奪い取るも、遺体の爪はジャイロに回転させられており、引き寄せた勢いのまま爪弾を浴びて敗れる。
ワイアード
【破壊力 - D / スピード - B / 射程 - B / 持続力 - B / 精密動作性 - D / 成長性 - D】
本体の口の中にあるウインチのようなスタンドから2本のワイヤーのついた鈎針を水の乗った皿に垂らし、異空間を通して目標を釣り上げる能力を持つスタンド。その鈎針は虫や人間を疑似餌（ルアー）として潜ませ、擬似餌に触れたものを釣り上げることができる。舌には鈎針を収納するための窪みがある。本体とスタンドが一体化しているのが特徴。
フェルディナンド博士
地質学・古代生物学者で、大統領がジャイロたちに送り込んだ刺客の一人である。第3ステージの敵。
2年前にアリゾナで「悪魔の手のひら」を探索中、自分以外の者を恐竜に変えるスタンド能力を身につけ、ディオや村人を恐竜化させ、ジャイロとジョニィに迫る。因果応報を信念とし、「大地」を尊敬している。「スキャン」を発現させたジャイロたちに敗れた後、恐竜化させていた野生のクーガーの群れに喰い殺される。彼のスタンドは遺体を通して、ディエゴに受け継がれる。
スケアリーモンスターズ
【破壊力 - B / スピード - B / 射程 - D / 持続力 - A / 精密動作性 - C / 成長性 - B】
自分以外の生物を恐竜化させて支配下に置くスタンド。恐竜化したものに傷をつけられた生物は、徐々に恐竜化していく。恐竜化した生物は動くものしか認識できないため、その場でじっとしていればやり過ごせる。また本体は恐竜の体内に潜んで身を隠すこともできるが、ジャイロのスキャンによって破られた。
荒木によると能力は『ジュラシック・パーク』からのインスピレーションであり、ずる賢い能力がDioのイメージにも合っていたという。
リンゴォ・ロードアゲイン
声 - 安元洋貴
大統領の送り込んだ刺客のガンマン。上顎に髑髏のマークをつけた男。第4ステージの敵。
「漆黒の意思による公正な果たし合い」に勝利することでの、精神の成長を旨とする独自の美学「男の世界」を説く。対等な決闘による修行を目的としているため、殺し合いにおいても礼節を重んじる。
幼少の頃は皮膚の病により病弱で、さらに家族は脱走兵の妻子として蔑まれていた。10歳のとき、強盗に家族を殺され、リンゴォも犯されそうになるが、賊の拳銃を抜き取り、射殺して生き延び、皮膚病も完治する。この経験から、「男の世界」という生き方を信じるようになる。3年ほど前に砂漠でスタンド能力を身につける。
果樹園でスタンド能力を行使することで、レース中のジャイロたちを迷わせ、「俺を殺せ」と決闘に持ち込む。ジョニィやホット・パンツを倒し、最後にジャイロと決闘する。6秒戻したことでジャイロとの読み合いとなり、敗れ、あえてジャイロに自分を殺させる。彼の信念は、後のジャイロの考え方に大きく影響を与えた。また、あらかじめ伝書鳩を飛ばして、ブラックモアと大統領の元に遺体の情報を伝えていた。
マンダム
【破壊力 - なし / スピード - A / 射程 - なし / 持続力 - E / 精密動作性 - なし / 成長性 - C】
肩に覆い被さるタコのような姿をした身に纏うタイプのスタンド。腕時計の秒針をつまんで戻すことで能力のスイッチが入り、時間が6秒戻る。時間が戻っても、消えた6秒間の記憶は自分と相手に残る。それを利用して、リンゴォは果樹園に来た者を迷わせたり、戦闘で致命傷を負っても6秒前の無傷な状態に戻ったりした。
デザインのイメージは大リーグボール養成ギプスのようなチューブの器具。
『オールスターバトル』以降の北米版では、"Mando"（マンドゥ）と改名されている。
ブラックモア
大統領の部下のスタンド使い。第4ステージの敵。
「スイませェん」が口癖。警察捜査権限を持ち、マウンテン・ティムとは顔見知り。洞察力に優れ、わずかな手がかりから「リンゴォの伝書」を盗み取った侵入者（ルーシー・スティール）を追跡する。しかし彼女を庇ったティムと交戦することとなり、能力によって勝利する。共犯者を教えれば治療すると取引を持ち掛けるが、ティムは口を割らなかったため銃殺した。そして侵入者をルーシーと突き止め追い詰めたまさにそのとき、“遺体”の本人と思われる人物を目撃する。その興奮のあまり冷静さを失い、その隙にルーシーに撃たれ致命傷を負う。雨粒で止血して時間稼ぎをしながら、遺体への信仰と大統領への忠誠心からルーシーの追跡を続ける。最終的に、ルーシーと合流したジャイロたちと交戦する中で能力を破られ、雨も止み失血で死亡した。
キャッチ・ザ・レインボー
【破壊力 - C / スピード - C / 射程 - B / 持続力 - B / 精密動作性 - D / 成長性 - D】
雨を空中に固定するスタンド。雨粒の上を歩いたり、固定した雨で敵を切り裂くことが可能。また雨と同化して雨の中を自由に移動できるので、雨粒となった自分の身体をバラバラにして個別に移動させることもできる。本人のセリフなどから、あくまでも雨を固定できる能力であって、通常の水を固定することはできない様子。また固定した雨粒も雨が止むと固定が解かれる。虹が描かれた仮面のようなスタンド像を持ち、ブラックモアはこの仮面が見えているかどうかで相手がスタンド使いか否かを見分けていた。
スタンド名の由来はレインボーの楽曲「Catch The Rainbow」からであり、デザインのイメージはホッケーマスク。
11人の男たち
大統領が放った11人組の殺し屋集団で、拳銃のみを武器とする。第6ステージの敵。
足音まで揃えるほどに統率の取れた行動でジャイロたちを追跡する。ギャンブル場でジャイロらを襲い、11人がどんどん死んで減っていくもなお銃撃してくる。だが、シュガー・マウンテンの泉で交換して得た大金や不動産の権利などと引き換えに、ジャイロに用心棒として雇われたギャンブル場の客からの一斉射撃で1人を除いて死亡した。ジャイロが木の実と化し、ジョニィvs最後の1人という極限状況となる。ジョニィはジャイロを助けるために遺体を手放し、聖なる遺体と、殺し屋のワインボトルが交換され、お互いに生きて戦闘終了となった。最後の1人は任務を果たし、「両耳」「右腕」を持ち帰り大統領に献上する。
TATOO YOU!（タトゥーユー!）
【破壊力 - なし / スピード - E / 射程 - C / 持続力 - B / 精密動作性 - E / 成長性 - E】
11人の背中に刺青のように取り憑いている。背中に描かれた、お互いの絵の中を自由に空間移動できるスタンド。
スタンドの見た目は刺青のデザインをイメージしている。
マイク・O（オー）
大統領護衛警備のスタンド使い。第6ステージ（の裏側）の敵。
語尾、語中に「-の世界」を付ける口癖がある。大統領と夫人に対する忠誠は強い。ディオと接触して得た情報から、政府内の裏切り者探しを行う。遠隔スタンドがルーシーを追い詰めるも、利用されて大統領夫人を誤爆して死なせる事態を招き、さらに乱入してきたホット・パンツと対決となる。裏切者＝ルーシーの目撃者となるも、ホット・パンツに敗北し、そのまま口封じされる。
チューブラー・ベルズ
【破壊力 - D / スピード - D / 射程 - D / 持続力 - A / 精密動作性 - E / 成長性 - B】
金属に息を吹き込み、バルーンアートの犬や鳥を作り出すスタンド。スタンド像は存在しない。効果中の金属はゴム風船と動物の特性を併せ持ち、ごく単純ながらある程度の自律行動も可能。また、急激に元の金属に戻ることにより、その運動エネルギーで対象を殺傷することができる。犬の嗅覚で敵を追い詰め、体内にもぐり込んだら釘に戻って殺傷するという攻撃をする。
『オールスターバトル』以降の北米版では、後半部が省略されて "Tubular"（チューブラー）と改名されている。
ウェカピポ
声 - 成田剣
元ネアポリス王国の王族護衛官。第6ステージの敵。
妹に暴行を働いていた妹の夫を公式な決闘で倒すが、その夫の父親が国家の重要人物であったために、闇報復を避けるべくグレゴリオ・ツェペリによって死んだことにされ国外へと逃がされる（追放される）。その後、大統領に雇われアメリカ市民権や職を得るために、マジェントとコンビを組んで、ジャイロと遺体を狙いやって来る。
慎重で堅実な戦術と鉄球の技術を駆使し、ジャイロとジョニィをあと一歩のところまで追い詰めるも、計算を超えた僅差（偶然、遺体が呼んだ奇跡）で敗れる。だがジャイロを殺さなかったお陰で、「妹が生きている」事実を知らされ、心が生き返る。そして「ルーシーを守って欲しい」と頼まれ、彼女を護衛するために行動する。
スティールを銃撃したマジェントと遭遇し、倒す。ジョニィ、Dioらと大統領のD4Cの不可解な能力に翻弄される。けじめの一線は引いていたものの、状況が変わり、大統領に鉄球をぶつけたことで、一線を踏み越え、完全に大統領を敵に回す。言い訳不可能の自殺行為であるが、清らかに受け入れた。再びD4Cに翻弄され、「別次元の自分」と接触して肉体が崩壊、Dioから生還およびD4Cの謎を解くために利用されて死亡した。
名前の由来は、日本のヒップホップグループSOUL'd OUT の楽曲「ウェカピポ (Wake Up People)」。
レッキング・ボール（壊れゆく鉄球）
スタンドではなく、ツェペリ一族とは異なる鉄球の技術。家系に伝わる王族護衛のための戦闘技術。「衛星」と呼ばれる14個の小さな鉄球が付いており、大鉄球から衛星がランダムに飛び散る。直撃ダメージの他に、衛星が体にかすっただけでも衝撃波が脳を狂わせ、十数秒間「左半身失調」（全ての左半分が消えていると脳を誤認させる。目で見えるあらゆる物体が右半分だけとなり、自分の左半身の感覚も消える）状態に陥る。
マジェント・マジェント
コートにシルクハットという姿の刺客。第6ステージの敵。
ウェカピポとコンビを組む。一方的に友達だと思っているがウザがられている。身体が弱いのか度々咳き込んだり、馬に直接乗らず二頭の馬に自分の乗っているそりを引いてもらっている。ウェカピポとのタッグでジャイロ・ジョニィと戦うが、敗れる。Dioに助けられたが、左眼を失明し他にも後遺症を負う。裏切り見捨てたウェカピポには恨みを抱く。
Dioの犬となり、スティールを銃撃して重傷を負わせる。そこでウェカピポと対決となるも、防御スタンドの上にワイヤーを巻きつけられた状態で、河に沈められ、詰む（スタンドを解除すればワイヤーを解くことができるが、溺れる）。そこで再びDioに助けてもらうことを夢見て待っていたが、Dioには捨てられ、そのうちに待つことと考えることを止めて、完全にリタイアする。
名前の由来はウェカピポ同様、SOUL'd OUT の楽曲「Magenta Magenta」。
20th Century BOY（トウェンティース・センチュリー・ボーイ）
【破壊力 - なし / スピード - C / 射程 - なし / 持続力 - A / 精密動作性 - D / 成長性 - C】
兜のように“着るタイプ”のスタンド。バッタのような頭と両肩だけのデザインで、身に纏って構えている間はあらゆる攻撃を周りに散らすことができるという、絶対防御能力を持つ。ただし身体を動かすことが全くできない。鉄球やダイナマイト、溺死すら防ぐ。
スタンドのコンセプトは「無敵の防御」であり、アース線のようなベルトが伸びていて、敵からの攻撃エネルギーを全て地面に受け流すイメージとなっている。
アクセル・RO（ロー）
声 - 八代拓
兵士のような格好をした刺客。第7ステージの敵。
若い頃はドヴォルザークのような音楽家を志望していたが、徴兵により戦争に南軍兵士として従軍した。その際に戦場に送られ、敵軍が進行してきた場合、合図を自軍に送るという任務を与えられるも、居眠りしている間に敵兵が陣地に侵入してしまった。合図を送れば自分の存在に気づかれ、殺されてしまうので合図を送らず、仲間と町の住民を見殺しにし、戦争の敗北の原因を作った。その過去を罪として抱えている。
ゲティスバーグにて、新たな遺体の胴体部を餌に、ジャイロたちと戦う。「公平さ」のために自ら弱点を教え、ホット・パンツとジャイロを捕らえ、最後の仕上げとしてジョニィに自分を殺させる（=捨てさせる）ことで、ジョニィにアクセルの罪を被せた上、スタンドの特性により復活し、聖なる遺体を奪取する。だがジョニィの策にはまり、ジョニィを殺したことで罪が戻ってきてしまう。殺されて生き返ったジョニィに、もう一度自分を殺させようと襲い掛かるが、突如現れた大統領に撃たれ、遺体を取られたあげく、瀕死の余命をジョニィへのスタンドによる足止めに利用されたまま力尽きた。
シビル・ウォー
【破壊力 - なし / スピード - C / 射程 - C / 持続力 - B / 精密動作性 - C / 成長性 - なし】
その人物の「捨てた」過去を引きずりだす空間を構築し、「過去」を以って攻撃するスタンド。これに体内に入り込まれると体は布で包まれたようになってしまい身動きが取れなくなる。この能力の影響下で殺人を犯すと、殺した人物が「被害者を『捨てた』」とみなされ、殺された方は蘇り、殺した方は被害者の罪を被ることになる。水で清めることで罪から逃れることができる。スタンドのヴィジョンは細身のロボットのような姿で、体をバラバラに分解し攻撃をかわすことが可能。
デザインとしては変形した鉄仮面のような頭部のインパクトを重視しており、足元は植物のイメージになっている。
ディ・ス・コ
無精髭を生やした端正な顔立ちの男性。第8ステージの敵。
堂々とした歩き方をしつつ、刺客らしくスタンド名以外明かすことなく必要最低限の情報のみをジャイロに与える。スタンド能力を用いてジャイロの鉄球を防ぎ、釘や硫酸を使うことで逆に追い詰めるものの、鉄球技術で遠近感を狂わされ、鉄球を打ち込まれて失神、リタイアする。負けそうになっても最後まで抵抗を図り、情報を一切吐くことがなかった。
本誌掲載時は名前が「ディスコ」、スタンド名も「チョコレイト・ディスコ」であったが単行本に掲載されるに当たって修正されている。
チョコレート・ディスコ
【破壊力 - なし / スピード - C / 射程 - C / 持続力 - B / 精密動作性 - A / 成長性 - D】
X、Y座標を指定することで物質や同じものをその座標位置へ落下させることができるスタンド。腕に座標ブロックのような装置が付いており、何かを放り投げた瞬間に腕の装置で座標を指定すればその座標位置に物が瞬間移動し落下することになる。相手の攻撃でも射程内であればスタンドの特性で跳ね返すことが可能だが、本体からの攻撃方法自体は武器や道具を用いるしかない。自身の足元から伸ばすことのできる座標内が射程であるが、自身の肉体表面上にも座標を移動させることができるため、ピンポイントでの攻撃が可能。ジャイロが評す通り「かなり無敵」な能力。
スタンド名になった日本のテクノポップアイドルPerfumeの楽曲「チョコレイト・ディスコ」を作詞作曲した音楽プロデューサー、中田ヤスタカは『Capsule Archive』での対談においてなされた「最近感動したこと」という質問の答えに「ジョジョのスタンドにチョコレイト・ディスコ。」と回答している。「チョコレイト・ディスコ」を繰り返す歌詞のため、本体も余計なことはしゃべらない設定になっている.
座標のイメージは「潜水艦ゲーム」から来ている。

### レース運営
スティーブン・スティール
声 - 小形満 / 同左
「スティール・ボール・ラン」レースの主催者。ニューヨーク生まれ。身長190センチメートル以上の長身。引き締まった話をした〆にヌけたセリフを言う癖がある。
若い頃は騎兵隊に入っていた。除隊後はサーカス団員、プロボクサーなどを経て多数のプロデュース業を営む。しかし風評被害により失業し落ちぶれていたところ、ある少女（後の妻、ルーシー）の言葉をヒントに北米大陸横断レース「スティール・ボール・ラン」を思いつき、各界からの支援を受けてレースを開催する。恩あるルーシーに謝礼を述べに行ったとき、成長していた彼女が、少年時代に恋をして亡くした少女に似ていたことから、求婚を申し入れ結婚した。後の回想では、マフィアへの借金により身売りされそうになっていたルーシーを救うための偽装結婚であったとされている。
最大のパトロンたる大統領には逆らえない。大統領の目的である「遺体」の回収については知っているものの、作戦に積極的に協力するでもなく、中立的な立場を取っている。
第6ステージ・シカゴにて、妻のルーシーが死亡した事態にショックを受ける。だが、証拠に反して心では、彼女が生きていると理解しており、何が起こっているのか困惑する。そして第8ステージ・フィラデルフィアにて、ルーシー＝大統領夫人と勘付いた直後、マジェントに撃たれ瀕死の重傷を負う。負傷したまま大統領に捕らわれ、遺体の頭部を身篭ったルーシーを逃がさないための人質として、治療されないまま生かさず殺さずの状態にさせられていた。ケガを押して（遺体と化した）ルーシーを助け、ジャイロに守ってくれと託す。最終的に、ジョニィが大統領を倒したことにより解放され、ルーシーと再会を果たす。
最終ステージ・ニューヨークにて、Dioに完敗して死にかけていたジョニィを助けた。
レース終了後、個人的利益は全額寄付した。終了当初は多数の死亡者が出たことにより各界から非難を浴びたが、7兆円の経済効果と寄付の公表があった後は批判されなくなった。
なお、年齢は2巻の記述では51歳、17巻の記述では53歳となっている。また単行本2巻にはプロモーターを名乗り始めたのは「43歳の頃（8年前）」と記述されているが、作中のルーシーの発言や登場人物紹介では「（プロモーター暦が）40年」とされている。
ルーシー・スティール
声 - 桑島法子
スティーブンの妻。14歳。幼少時に落ちぶれていたスティーブンと出会い、後に結婚、互いに掛け替えのない相手になる。マウンテン・ティムに好意を寄せられていた。
第2ステージで、大統領の所持する「遺体」を偶然目撃する。続く第4ステージで夫が大統領に利用されているという事実を知り、夫を助けるため、リンゴォから大統領への伝書（遺体の在り処を記す）を盗んだ。窮地に陥りながらも遺体の「脊椎部」を手に入れ、ジャイロたちに託す。代わりにジャイロから遺体の「右眼部」を譲り受け、大統領から遺体の「心臓部」を奪い取るべく行動することになる。
第6ステージでは、大統領夫人・スカーレットを利用し、大統領が持つ3つの遺体の奪取に成功する。しかし、スカーレットに目撃され、やむなく彼女を殺す。ホット・パンツの能力でスカーレットに変装し、入れ替わって潜伏する。第8ステージに至り、大統領に正体がばれ、さらに遺体の奇跡によって遺体頭部を処女懐胎する。そして遺体の全身部位と合体して、遺体そのものに変質しかけ、大統領に影響を与えて新たな能力「ラブトレイン」を引き出す。人間としての命を失いかけるが、ジョニィが大統領を倒したことで遺体と分離して無事にスティールと再会する。
第8・9ステージで異世界より現れたディエゴによるジョニィの敗北を懸念し、「この世界で死亡したディエゴ」の生首を切り落として、納棺シェルターへ先回りし、遺体を持って訪れたディエゴを殺害する。
旧姓はPart1ヒロインのエリナと同じペンドルトン。
涙の乗車券（チケット・ゥ・ライド）
【破壊力 - E / スピード - E / 射程 - E / 持続力 - C / 精密動作性 - E / 成長性 - C】
遺体を宿したことにより発動したスタンド。流した涙を板状のカッターに変え、これで切り付けられると負傷箇所が不運の連続に見舞われ、それによってルーシーの望む方向へと物事が運ばれる。追手が負傷個所を何度も負傷し死に至る、馬車の運転手が何度馬車から降りようと馬車に戻らざるを得なくなる、など。ルーシーは「涙のカッター」と呼んでいる。
能力の由来は、荒木によると「女の武器は涙」ということから。
レース実況
声 - 太田真一郎 / 鈴木賢
SBRレースの実況。レースの開始から終了まで全てのステージで実況中継を行っている。作中では実況音声のみの登場となっており、性別や容姿などは一切描写されていない。
レーススタッフ
SBRレースのスタッフ。あらゆる場面に登場し、同じ容姿の者が少なくとも5人以上はいる。レース終了後、ジョニィが乗船した客船で税関職員として働いており、税関職員が本職でレースの係員は臨時で派遣されていたものだと明かされる。
スティールの側近
スティーブン・スティールの側近を務める男性。レース開始前のトラブル続出に頭を悩まされる。大統領の関与は知らされておらず、遺体についても表面上知らされるのみ。ストーリーが進むとフェードアウトする。

### 主要人物の家族・関係者その他の重要人物
聖人
SBRレースを通して争奪戦が繰り広げられる「聖人の遺体」の生前とされる人物。劇中においては「あのお方」と濁されて呼ばれ、最後まで具体的に誰なのかについては明らかになっていない。登場人物の何人かは、知っていたり察しており、ジョニィは「イエス様」であると推測している。ほか、作中随所でイエスについて言及される箇所がある。17巻#67にてほぼ確定しており、十字架刑から蘇った後に東に向かい、アジアから船でアメリカに渡り、生涯を終えたとされている。
遺体を介し様々な人物の前に幻覚として現れるだけであったが、物語の中盤、遂に口を開く。アクセル・ROの能力に翻弄され心に迷いが生じていたジョニィの背後に現れ、「心が迷ったなら撃つのはやめなさい」と優しく諭すように語りかけ、彼の迷いを払拭させる手助けをする。
ジョージ・ジョースター
ジョニィ、ニコラスの父親。本名はPart8の家系図で判明した。ジョースター家は没落した貴族の末裔にあたる。裕福な牧場主であり、優秀な馬の調教師。非常に厳格な人物であり、幼い頃から甘えのあったジョニィを厳しく躾けていた。
5歳のジョニィが馬に乗った際にその才能を見抜いたものの、長男のニコラスが落馬事故で死んだ後もジョニィとニコラスを比べ続け、ある時ジョニィがニコラスの遺品のブーツを持ち出してレースに出ようとして諍いが起こり、ジョニィに突き飛ばされた先にあった鏡に激突し怪我をした際、ニコラスの死を嘆き「神様は連れて行く子供を間違えた」とジョニィの存在を否定したことで親子の間に完全な確執ができてしまう。その後はジョニィが銃で撃たれ入院し、下半身不随になった時でさえもジョニィの前に姿を現すことはなかった。
レースの終盤、ニューヨークに上陸したジョニィの前に集まった観衆を掻き分けて姿を現し、涙ぐみながらニコラスのブーツを掲げて見せジョニィを応援した。ジョニィが去った後は周囲の観客に自らがジョニィにしてきた仕打ちを懺悔すると共に、過酷なレースを潜りぬけてきた息子を称えた。
ニコラス・ジョースター
ジョニィ・ジョースターの実兄。故人。ジョニィより5歳年上。過去に、天才騎手として将来を有望視されていたが、落馬事故で亡くなっている。父親からも期待され、ジョニィからも良い兄として慕われていた。しかし、父親はニコラスを溺愛し、ジョニィには愛情を注がなかったために、ニコラスの死後も彼の幻影を追い求めている。
グレゴリオ・ツェペリ
ジャイロ・ツェペリの父親。ジャイロに鉄球の技術を伝授した人物で、老練の死刑執行人。罪人に苦痛を味わわせることなく一瞬のうちにして生命を絶つこと、すなわち「死の尊厳」を何よりも重んずる。人間関係の思い出を作ることは一切しないが、それは「感傷は心の動揺、ひいては斬首の際に手元を狂わせる原因となり、それは死刑の失敗のみならず（罪人の）生命の誇り、そして国家と法の威厳の失墜に繋がる」という理由に基づいた、彼（およびその系譜）なりの厳しい規律によるものである。跡継ぎのジャイロにもシビアに教育しているが、疑義を呈されている。厳格な一方で、異国でレースに参加するジャイロの身を案じている一面もあり、ジョニィは国からジャイロへと贈られた「ゾンビ馬」はグレゴリオのスタンド能力ではないのかと推論している。
ジャイロの母親（グレゴリオの妻）
ジャイロ・ツェペリの母親。名前は不明。ジャイロやグレゴリオと異なり医術・鉄球の心得はないが看護師であり、彼らの医者としての仕事を補佐する。仕事ではグレゴリオと同じく厳格であり、余計な感情を持ち込むジャイロを窘める。
マルコ
貧しい暮らしをしている少年。9歳。代々貴族に仕える召使いの家系に生まれ、リッピ男爵の屋敷に「帽子と靴磨き」の仕事のために奉公に入っていた。だが男爵はネアポリス国王暗殺を企てており、計画は未然に防がれたものの、関係者は全員国家叛逆罪で死刑が宣告される。マルコは靴を磨いていただけで無実であるが、関係者とみなされ同罪「斬首刑」が下り収監される。ツェペリ家の新当主ジャイロの初任務が、彼の処刑である。この裁判のやり直しには5000万ドルの費用が必要とされている。
本作の数年後、ネアポリスの王政が廃止されたことによって自由の身となるが、最終的に風邪が原因で病死したことがエピローグで明かされている。
ディエゴの母親
ディエゴ・ブランドーの母親。故人。名前は不明。イギリスにある貧しい農村に暮らしており、一度はダリオとの間に授かったディエゴを見捨てようとするも見捨てられず、ディエゴを助けたのち農場で働く男性に救われブランドーへと改姓する。
農場で働き始めて5年が過ぎた頃、自らを救った男性から肉体関係を迫られるがそれを拒否、腹いせにシチュー配給用の食器に穴をあけられてしまう。配給の際、靴の中にシチューをもらおうとするディエゴを平手打ちし「どんなに貧しくても気高さだけは忘れてはいけない」と咎め、自らの両手を差し出しその中にディエゴの分のシチューを注がせた。1年後、破傷風に感染し23歳でその生涯を終える。
スカーレット・ヴァレンタイン
ファニー・ヴァレンタイン大統領の夫人（妻）。夫とは同じ町の出身で、15年前に知り合い、結婚した。性的指向はバイセクシュアル・マゾヒスト。ルーシーに好意を寄せ始めていたが、彼女が大統領に近づくために自分を利用したことに気付き、逆上。ルーシーを射殺しようとするが、ルーシーの機転により、誤作動したチューブラー・ベルズに刺し殺された。彼女の遺体はホット・パンツの能力によりルーシーの姿に作り変えられ、ルーシーの死を偽装するために用いられた。
大統領の側近
ファニー・ヴァレンタイン大統領の側近を務める2人組の男性。名前は不明。2人とも大統領同様に髪をカールさせている。第2ステージでの大統領の初登場時から常に付き添っていた。だが、大統領は遺体に関する真に重要な事柄は自分自身で動き、彼らにも任せない。1人は「（薬で眠らせて）冬のナマズみたいにおとなしくさせろ」というセリフを連呼し、もう1人は特にキャラ付けもない。スタンド描写も無い。
第8ステージにて、負傷したスティールと、遺体頭部を懐胎したルーシーを確保する。抵抗するルーシーに薬物を注射して眠らせようとするも、ルーシーのスタンドによってスリップダメージを受けて2人とも倒される。ルーシーを操っていたのは大統領であり、身内からも行方をくらませる目的があったため、彼ら2人とも大統領に捨てられた。Part8にてジョースター地蔵のファンタジー伝承に描かれる政府関係者の容姿は彼らに酷似する。
ヴァレンタイン大尉
ファニー・ヴァレンタイン大統領の父親と親友だった軍人。陸軍騎兵隊大尉。左頬には大きな傷跡がある。
まだ7歳のファニーのもとを訪れ、戦死した彼の父親の遺品であるハンカチを手渡した。その際にファニーへ愛国心の尊さを説き、彼の人格形成に大きな影響を与える。明言はされていないが、後にファニーの母親と再婚し彼の義父になったと思われる。
ヴァレンタイン大統領の母親
ファニー・ヴァレンタイン大統領の母親。名前は不明。夫の戦死後、ファニーにその親友だったヴァレンタイン大尉を紹介する。明言はされていないが、後にヴァレンタイン大尉と再婚したと思われる。

### その他
砂男（サンドマン）の姉
サンドマンの姉。物語冒頭、一族の掟を破って白人の知識を得ていたサンドマンを咎める。一族に受け入れられないサンドマンにとっては唯一とも呼べる理解者で、村を離れてレースへ参加することを告げた彼に両親の形見であるエメラルドを預け、送り出した。
スリの男
物語冒頭、ジャイロの鉄球に触るふりをして20ドルを盗んだ男。即座にバレて保安官に確保されるが、逆恨みしジャイロを挑発、本気になった彼と決闘になる。ジャイロは鉄球、男は拳銃での勝負となるも、瞬時に鉄球を撃ち込まれ敗北。なおもジャイロの忠告を無視し銃撃しようとするが、鉄球の回転で手元が狂い、自らの頭部を撃ち抜いて死亡した。勝負は保安官も目撃しており、双方納得の決闘とされジャイロは不問となった。
ネアポリス国王の使い
ネアポリス国王の使いを務める老齢の男性。死刑執行人のグレゴリオを呼び出すため月に1度か2度ほどツェペリ家を訪れ、その際には必ずジャイロの年齢を確認して成長を見届けていた。ジャイロが死刑執行人の役職を世襲した後、その最初の仕事であるマルコの処刑に納得がいかない彼に、国王の恩赦とレースに関する情報を伝え手助けをする。
強盗の男
リンゴォが10歳の時、一家を襲った元軍人の男。母親と2人の姉を殺害し、リンゴォのことも強姦しようとするが、拳銃を奪い取った彼に撃たれて死亡した。この際の経験がリンゴォの価値観を大きく変えることになる。
シュガー・マウンテン
ミシガン湖畔の「大木」に一人で住む少女。視力がほとんど無いが、杖を用いて「大木」の周囲を自由に走ることができる。「大木」の能力によって、およそ50年前から番人をさせられており、年もとっていない。推定66歳。「シュガー・マウンテン」は、この役割の継承名で、彼女は何代目かにあたり、彼女自身の本名は別にあるが未登場。
ジャイロとジョニィに遺体の「両耳」「右腕」を渡す。
『オールスターバトル』以降の北米版では、本体・スタンド共に "Snow Mountain"（スノー・マウンテン）と改名されている。
シュガー・マウンテンの泉
【破壊力 - E / スピード - E / 射程 - E / 持続力 - A / 精密動作性 - E / 成長性 - E】
「大木」を本体として、泉と共に発動するスタンド。「大木」の泉に物が落ちると、その落ちた物と対比して最高級のもの（鉄球なら金塊やダイヤモンド、紙切れなら札束など）が現れる。泉の番人は落とし主に対し、本当に落とした物はどちらなのかを尋ね、ここで落とし主が嘘をつくと、落とし主の舌が「大木」のツタに引き抜かれる。正直に答えれば最高級の物と落とした物を同時に手に入れることになるが、落とし主は手に入れた最高級のものをその日の日没までに使い切らなくてはならない。使い切れなかった場合、落とし主は「大木」の木の実に閉じ込められる。
1人が木の実として閉じ込められると、今まで番人であった者は解放され自由となり、次の1人が番人となる（枠数名・先着順の定員制で、彼女の両親も木の実のストックになっている）。ジョニィが条件をクリアしたことで、全員が木の実から解放された。
ウェカピポの妹
ウェカピポの7つ年下の妹。ウェカピポの紹介を通じて彼の友人と結婚するが、苛烈なDVが原因で左目を失明する。ウェカピポには病死したと伝えられていたが実は生きて匿われており、治療にあたったジャイロから彼へ知らされた。
ウェカピポの義弟
ウェカピポの妹と結婚した男。ウェカピポとは仕事上の友人で、国家の重要人物である財務官僚の息子として将来が約束されていた為、彼から妹を紹介されて結婚する。しかしウェカピポの妹を失明させるほどの激しいDVを行い、それに気付いたウェカピポは裏から離婚手続きを進めるが、その行為に激高し彼に決闘を申し込む。決闘では紙一重の勝負でウェカピポに敗れ、死亡する。
アダム・ペンドルトン
ルーシーの父親。移民の子孫であり、オクラホマ州で農場を経営する。悪天候による不作や妻の死といった不幸が重なり、膨れ上がったマフィアからの借金の形にルーシーを差し出すが、ルーシーはスティールの機転により救い出される。

## 各ステージの概要
| STAGE | 副題                                       | ルート                                              | 全行程               | 行程予想日数 | 参加総数 | リタイア | 死者                 | 遺体              |
| ----- | ------------------------------------------ | --------------------------------------------------- | -------------------- | ------------ | -------- | -------- | -------------------- | ----------------- |
| 1st.  | 「15,000メートル」                         | サンディエゴ・ビーチ - サンタ・マリア・ノヴェラ教会 | 15km                 | -            | 3852     | 79       | 3                    | 心臓※本編開始以前 |
| 2nd.  | 「アリゾナ砂漠越え」                       | - モニュメント・バレー                              | 1,200km              | 12-18日      | 3770     | 1219     | 82                   | 左腕              |
| 3rd.  | 「ロッキー・マウンテン・ブレイク・ダウン」 | - キャノン・シティ                                  | 710km （山岳ルート） | 7日          | 2469     | 551      | 0                    | 両眼球            |
| 4th.  | 「広い広い大草原の小さな墓標」             | - カンザス・シティ                                  | 約1,250km            | 21日         | 1918     | 1476     | 1※ガウチョ           | 脊椎              |
| 5th.  | 「イリノイ・スカイライン」                 | - シカゴ ミシガン湖畔                               | 約780km              | 約14日       | 441      | 65       | 2※ハーン、サンドマン | 右腕、両耳        |
| 6th.  | 「ミシガン・レイクライン」                 | - マッキーノ・シティ ヒューロン湖                   | 約690km              | -            | 374      | 313      | 0                    | 両脚              |
| 7th.  | 「フィラデルフィア・トライアングル」       | - フィラデルフィア                                  | 約1,300km            | 約22日       | 61       | 9        | 0                    | 胴体              |
| 8th.  | 「ボース・サイド・ナウ」                   | - ニュージャージー                                  | 約140km              | 2日          | 52       | 6        | 1※ジャイロ           | 頭                |
| 9th.  | 「マンハッタン・ラプソディ」               | - マンハッタン トリニティ教会                       | 15km                 | 30分         | 45       | 6        | 0                    |                   |

1890年9月25日午前10時にレース開始、第1ステージ終了。翌26日午前10時に第2ステージ開始。
1890年12月28日15時過ぎに第7ステージゴール＆8th.STAGE開始。1891年1月18日(19日)早朝に第8・9ステージおよびレース終了。

## 総合順位（途中経過）
- 得点表

1位:100p+タイムボーナス1時間（+第1ステージ副賞・賞金1万ドル、第9ステージ副賞・賞金10億円）、2位:50p、3位:40p、4位:35p、5位:30p、6位:25p、7位:20p、8位:15p、9位:13p、10位:12p、11位:11p、12位:10p、13位:9p、14位:8p、15位:7p、16位:6p、17位:5p、18位:4p、19位:3p、20位:2p、21位:1p
※第3ステージ以降の結果の詳細が不明のため、総合順位5位以下は不明。
※第1ステージは、ジャイロが1位でゴールしたが、鉄球による岩の破壊をサンドマンへの走行妨害と見なされ、着順を20位降格するペナルティが課せられた。そのため、2位でゴールしたサンドマン以下21位までの選手の着順が1つ繰り上げとなった。
※タイムボーナスは最終ステージに持ち越せないというルールがあるため、脱落者以外の全員が第8ステージゴール時に手持ちのタイムボーナスを使っている。そのため第8ステージは着順が変動している。下記表の結果は変動後のもの。
| 順位 | 騎手名                   | 国籍                | 馬名                                  | 1st. | 2nd. | 3rd. | 4th. | 5th. | 6th. | 7th. | 8th. | 9th. | 総合ポイント | タイムボーナス |
| ---- | ------------------------ | ------------------- | ------------------------------------- | ---- | ---- | ---- | ---- | ---- | ---- | ---- | ---- | ---- | ------------ | -------------- |
| 1    | ポコロコ                 | 米                  | ヘイ！ヤア！                          | 3位  | 9位  | 5位  | 2位  | 1位  | 3位  | 3位  | 4位  | 2位  | 398p         | 1時間          |
| 2    | ノリスケ・ヒガシカタ     | 日                  | ホノオ                                | 19位 | 6位  | 12位 | 1位  | 2位  | 4位  | 2位  | 3位  | 3位  | 353p         | 1時間          |
| 3    | スループ・ジョン・B      | 米                  | キャッチ・ア・ウェイヴ                | 20位 | 10位 | 着外 | 8位  | 6位  | 6位  | 4位  | 1位  | 1位  | 314p         | 1時間          |
| 4    | ジョージー・ポージー     | 仏                  | 不明                                  | 着外 | 20位 | 11位 | 12位 | 17位 | 7位  | 8位  | 6位  | 4位  | 123p         | -              |
| 5    | ネリビル                 | 米                  | カントリーグラマー                    | 15位 | 12位 | 13位 | 13位 | 11位 | 9位  | 9位  | 7位  | 5位  | 122p         | -              |
| 6    | ゼニヤッタ・モンダッタ   | 印                  | ロクサーヌ                            | 12位 | 7位  | ?位  | 10位 | ?位  | 8位  | ?位  | ?位  | ?位  | 57p          | -              |
| 7    | キャラバン・サライ       | 墨                  | ムーン・フラワー                      | 13位 | 18位 | 14位 | 11位 | 7位  | ?位  | ?位  | ?位  | ?位  | 52p          | -              |
| 8    | ディキシー・チキン       | 米                  | ランブリン・マン                      | 8位  | 19位 | ?位  | ?位  | 9位  | ?位  | ?位  | ?位  | ?位  | 31p          | -              |
| 9    | ナイトフライ             | 不明                | 不明                                  | 着外 | 着外 | ?位  | ?位  | 8位  | ?位  | ?位  | ?位  | ?位  | 25p          | -              |
| 10   | イグレシアス             | 葡                  | ナタリー                              | 23位 | 11位 | ?位  | ?位  | 12位 | ?位  | ?位  | ?位  | ?位  | 21p          | -              |
| 11   | カニエ                   | 不明                | 不明                                  | 着外 | 13位 | ?位  | ?位  | 13位 | ?位  | ?位  | ?位  | ?位  | 18p          | -              |
| 12   | マック・ザ・ナイフ       | 不明                | 不明                                  | 着外 | 21位 | 9位  | ?位  | 19位 | ?位  | ?位  | ?位  | ?位  | 17p          | -              |
| 13   | シゲチー                 | 不明                | 不明                                  | 着外 | 14位 | ?位  | ?位  | 15位 | ?位  | ?位  | ?位  | ?位  | 15p          | -              |
| 14   | ビリー・ホワイト         | 米                  | ラヴ・アンリミテッド                  | 22位 | 16位 | ?位  | ?位  | 14位 | ?位  | ?位  | ?位  | ?位  | 14p          | -              |
| 15   | ロッターズ・クラブ       | 不明                | 不明                                  | 着外 | 着外 | ?位  | 9位  | ?位  | ?位  | ?位  | ?位  | ?位  | 13p          | -              |
| 16   | タルカス                 | 不明                | 不明                                  | 着外 | 17位 | ?位  | ?位  | 16位 | ?位  | ?位  | ?位  | ?位  | 11p          | -              |
| 17   | ミスター・               | 不明                | 不明                                  | 着外 | 着外 | ?位  | ?位  | 18位 | ?位  | ?位  | ?位  | ?位  | 4p           | -              |
| 脱落 | ディエゴ・ブランドー     | 英                  | シルバー・バレット                    | 2位  | 1位  | 3位  | 着外 | 着外 | 20位 | 1位  | 2位  | 失格 | 342p         | 2時間          |
| 脱落 | ジョニィ・ジョースター   | 米                  | スロー・ダンサー                      | 5位  | 2位  | 2位  | 4位  | 5位  | 2位  | 7位  | 5位  | 脱落 | 295p         | -              |
| 脱落 | バーバ・ヤーガ           | 露                  | ナットロッカー                        | 14位 | 15位 | 8位  | 着外 | 10位 | 5位  | 5位  | 脱落 | -    | 102p         | -              |
| 脱落 | ジャイロ・ツェペリ       | 不明 （ネアポリス） | ヴァルキリー                          | 21位 | 4位  | 4位  | 3位  | 4位  | 1位  | 6位  | 脱落 | -    | 271p         | 1時間          |
| 脱落 | ホット・パンツ           | 米※自称             | ゲッツ・アップ                        | 6位  | 5位  | 1位  | 7位  | 3位  | 脱落 | -    | -    | -    | 215p         | 1時間          |
| 脱落 | サンドマン               | 米                  | （本人自身）                          | 1位  | 3位  | 6位  | 6位  | 脱落 | -    | -    | -    | -    | 190p         | 1時間          |
| 脱落 | ドット・ハーン           | 蒙                  | #1                                    | 16位 | 8位  | 7位  | 5位  | 脱落 | -    | -    | -    | -    | 71p          | -              |
| 脱落 | ガウチョ                 | 西                  | ペグ                                  | 17位 | 着外 | 10位 | 脱落 | -    | -    | -    | -    | -    | 17p          | -              |
| 脱落 | マウンテン・ティム       | 米                  | ゴースト・ライダー ・イン・ザ・スカイ | 4位  | 着外 | 脱落 | -    | -    | -    | -    | -    | -    | 35p          | -              |
| 脱落 | F.V.シュトロハイム       | 独                  | ヨーロッパ・エクスプレス              | 7位  | 脱落 | -    | -    | -    | -    | -    | -    | -    | 20p          | -              |
| 脱落 | ベンジャミン・ブンブーン | 米                  | クロスタウン・トラフィック            | 9位  | 脱落 | -    | -    | -    | -    | -    | -    | -    | 13p          | -              |
| 脱落 | アンドレ・ブンブーン     | 米                  | フォクシーレディ                      | 10位 | 脱落 | -    | -    | -    | -    | -    | -    | -    | 12p          | -              |
| 脱落 | L.A.ブンブーン           | 米                  | リトル・ウイング                      | 11位 | 脱落 | -    | -    | -    | -    | -    | -    | -    | 11p          | -              |
| 脱落 | ミセス・ロビンスン       | 墨                  | エル・コンドル・パサ                  | 18位 | 脱落 | -    | -    | -    | -    | -    | -    | -    | 4p           | -              |
| 脱落 | オエコモバ               | 不明 （ネアポリス） | 不明                                  | 着外 | 脱落 | -    | -    | -    | -    | -    | -    | -    | 0p           | -              |
| 脱落 | ロッカチュゴ             | 独                  | （自動車）                            | 脱落 | -    | -    | -    | -    | -    | -    | -    | -    | 0p           | -              |
| 脱落 | ウルムド・アブドゥル     | 埃                  | （ラクダ）                            | 脱落 | -    | -    | -    | -    | -    | -    | -    | -    | 0p           | -              |

## 用語
悪魔の手のひら
アリゾナ砂漠に存在する謎の土地。インディアンの伝承によると大昔に墜落した隕石の影響で生まれたらしい。一日に何kmと移動するため何所にあるのか全く分からない。悪魔の手のひらでは方位磁石が全くきかず、あるはずの山が消える、無いはずの谷が現れるなど、地形が常に変化するため足を踏み入れたものは悉く遭難し命を落としてしまう。
また、マウンテン・ティムによれば、悪魔の手のひらは人間の眠っている未知の才能、すなわち「スタンド」を引き出す場所であり、そこから生還できたものはスタンド使いとなる。死地から生還して超能力（スタンド）を得ることから「呪われる」とも表現される。一説では悪魔の手のひらが人を選び、引き寄せるらしい。Parte5にも「弓と矢」に関して類似したエピソードが存在し、因果関係を感じさせるものとなっている。
聖人の遺体
北アメリカ大陸に散らばっている聖人の遺体。推定1900年前のミイラ。アリマタヤのヨセフが書き記したとされる地図によると心臓（1以前）、左腕（2）、両目（3）、脊椎（4）、両耳（5）、右腕（5）、両脚（6）、胴体（7）、頭部（8）の9つの部位に分かれて存在しているという。
本作においては聖人と呼ばれる人物には明確な定義があり、「死後、最低でも2度以上の奇跡を起こした人物」を聖人と呼ぶ。これは作中のみならず、実際のバチカン市国の法王庁において定められている定義の一つでもある。聖人の遺体は腐ることが無く、聖人の遺体を所有する国は1000年の栄光と繁栄が約束されるとされている。
手にした者の体内に入り込み、スタンド能力を発現させたり、半身不随のジョニィの足を動かすなど、数々の奇跡的な力を秘めている。そのため大統領他、複数の勢力がその力を求めてレースの影で争奪戦を繰り広げている。
全パラレルワールドの中で、本作の主舞台である世界にしか存在しない（Dioが推測しているほか、並行世界を移動できるヴァレンタインも明言している）。他の世界ではダイヤモンドなど、遺体とは異なる別のアイテムを集めるレースが行われている様子。
レースの第8ステージにて、頭部を除く8部位をヴァレンタインが所有し、頭部をルーシー・スティールが受胎したことで全身の部位が揃う。
最終的にはニューヨークの教会地下の特製シェルターに格納され施錠されたことが示唆される。スティールは「ディエゴが納骨したが、そのディエゴは死んで消滅した」と言っているが、彼は遺体納骨前にディエゴがルーシーの策に敗れて死亡しているという事実を見ておらず知らない。その後ルーシーが意味深に自身の手指を見て納骨堂を去るというシーンで締められている。またジョニィは「友の遺体」を納めた棺を背負い、アメリカでの火葬・埋葬を拒否してヨーロッパ行きの船に乗る。
Part8にて「杜王町に伝わるファンタジー伝承」として再言及がある。
基本の世界 / 隣の世界
パラレルワールドを移動できるヴァレンタイン大統領のスタンド能力「D4C」の存在により登場する世界の構造。
基本世界とは「聖人の遺体が存在して、D4Cを持つヴァレンタインが生きている、この世界」のことである。無数に存在する並行世界は、細部が異なっているが、似たような運命をたどり、同じような出来事が起こる。
ヴァレンタインは並行世界の自分にD4Cと意思を移動させることができる。そしてあらゆる登場人物が、並行世界にも存在しておりD4Cを介して行き来したりするので、非常に複雑なことになっている。基本的には全ての世界でSBRレースが行われ、ダイヤモンドなどの特殊アイテム争奪戦が行われている。そしてあらゆる世界のヴァレンタインは、基本世界で遺体を集めているヴァレンタインに協力している。
ネアポリス王国とヴァチカン
ネアポリス王国のモデルはナポリ王国。イタリア半島中央部に位置し、1302年に建国された王政国家。ヴァチカン教皇領の防衛という役割を担っており、法王ともつながりが大きい。1870年にはイタリア統一が起こったものの、国存続が認められ残っている。過去380年にわたりツェペリ家が死刑執行人を務めている。また王族護衛官は独自の鉄球技術を修得している。政敵も多く、オエコモバやリッピ男爵がテロ・クーデターを企てたが防止されている。
ネアポリス王国自体は本作品のフィクション設定だが、イタリアの歴史から俯瞰すると、たとえジャイロが帰国して（マルコ少年の件をぬきにして）父の後を継いでも、国が長続きしないことは判明している。証明するように、エピローグにて、大きな時代の流れの中で、王国はなくなりイタリアの一属地方になったと語られている。

## その他
- ドミノ - 第1話冒頭で無敗のケンタッキーダービー馬と紹介されているが、事実とは異なる。
- 黄金比 - ジャイロの説明にて、雑誌掲載時には「1:0.618」と言っていたのが単行本（11巻）では「1:1.618」に修正されている。この数値はどちらも正しい（誤記ではない。解説は黄金比を参照）。また近似値で「9対16」と言うシーンがあるのだが、実際には「9対16」 (＝0.5625:1≒1:1.778) よりも「10対16」 (＝5:8＝0.625:1＝1:1.6) の方が近く、さらに9対16は画面アスペクト比のひとつであり黄金比ではない、つまり誤りなのだが、こちらは単行本では修正されずにそのまま掲載されている。
- フィボナッチ数およびリュカ数 - 自然界に見られる黄金比。
- 13巻が作者荒木の弟子である田中靖規の作品『瞳のカトブレパス』第1巻と発売日が重なり、荒木が同作品のオビで「これって運命を感じるね!」とコメントしていた。
- 自発的対称性の破れ - 大統領が卓上のナプキンを手に取る際に語った「順番を決める」という独白は、素粒子論において比喩的な説明を行うときに用いる。「順番が狂う」という大統領の台詞は、この「自発的対称性の破れ」（別名・南部理論）に酷似している。

## デジタルコミック（VOMIC）
集英社ヴォイスコミックステーションサイト「VOMIC」で配信されている。
キャスト
主要担当声優は上述。ここではそれ以外のキャストについて記す
- 新聞記者A - 大原崇
- 新聞記者C - 遠藤大輔